# ゲビン・リース
ゲビン・リース（Gavin Rees、1980年5月10日 - ）は、ウェールズの男子プロボクサー。元WBA世界スーパーライト級王者。The Rockの異名を持つ。エンゾ・マカリネリとともにジョー・カルザゲの父がトレーナーを務めるチーム・カルザゲの選手である。

## 来歴
1998年9月5日にイギリスでプロデビューする。
2001年4月28日にWBOインターコンチネンタルフェザー級タイトルを獲得する(同王座は1度防衛し返上)。
その後も主戦場をイギリスに勝利を積み重ね、2007年7月21日に祖国ウェールズのカーディフでフランスのソレイマヌ・ムバイエに挑戦し、12回判定3-0で勝利し無敗のままWBA世界スーパーライト級タイトルを獲得した。この日は同じイベントでアレックス・アーサーのWBOスーパーフェザー級タイトルマッチも行われており、同日に2つの世界タイトルがイギリスにもたらされた。
2008年3月22日に行われた初防衛戦で、アンドレアス・コテルニクに12回TKOで敗れ、タイトルを失った。
2010年11月6日、ジョン・ワトソン（イギリス）とBBBofC英国ライト級王座決定戦を行い、11回TKO勝利でタイトルを獲得した。
2011年6月4日、24戦全勝のアンディ・マーレイ（アイルランド）とEBU欧州ライト級王座決定戦を行い3-0の判定勝ちでタイトルを獲得した。
2011年10月1日、同国人のデリー・マシューズを相手にEBU欧州ライト級王座の初防衛戦を行ったが4回負傷引き分けで初防衛に成功した。
2012年3月23日、 アンソニー・メザーチェ（フランス）と対戦し、7回TKO勝利で2度目の防衛に成功した。
2012年7月7日、デリー・マシューズと再戦し、9回TKO勝利で3度目の防衛に成功した。
2013年2月16日、アメリカデビュー。ニュージャージー州アトランティックシティのボードウォーク・ホールにてWBC世界ライト級王者エイドリアン・ブローナーと対戦し、序盤は手数で積極的に仕掛けペースを掴もうとするが、3回にはブローナーがペースを掴み返し、4回には右アッパーでダウンを奪われなんとか自分から前に出てラウンド終了まで耐えきるが、5回には強烈なボディブローを打たれ座り込むようにダウン、なんとか立ち上がったリースにブローナーが怒涛のラッシュをかけリーズのチーフセコンドがタオルを投入したためレフリーが試合をストップ。5回2分59秒TKO負けで2階級制覇とはならなかった。
2013年6月29日、英国・ランカシャーボルトンのボルトン・アリーナでWBOインターコンチネンタルライト級王座決定戦をアンソニー・クローラと行うも、0-2の判定負けで復帰初戦は黒星となった。
2014年2月1日、ゲーリー・バックランドと同国人対決を行い格下相手だったが1-2の判定で敗れたため3連敗を喫し厳しい状況となった。

## 獲得タイトル
- WBOインターコンチネンタルフェザー級王座（防衛1=返上）
- WBA世界スーパーライト級王座（防衛0）
- BBBofC英国ライト級王座（防衛0）
- EBU欧州ライト級王座（防衛3=返上）